# Stazione di Busa di Vigonza
La stazione di Busa di Vigonza è una fermata ferroviaria posta sulla linea Milano-Venezia. Serve il centro abitato di Busa, frazione del comune di Vigonza.

## Storia
Individuata come una delle nuove fermate lungo la linea Padova-Venezia da attivarsi in concomitanza con la prima fase del Sistema Ferroviario Metropolitano Regionale del Veneto, l'impianto avrebbe dovuto essere attivato tra il 2010 e il 2011 andando a sostituire la fermata di Ponte di Brenta, posta a circa 700 metri in direzione Padova.
All'estate del 2009 erano state costruite e completate le banchine dei binari e il sottopassaggio restando in stato di abbandono e mancando la viabilità di accesso che, assieme a due parcheggi di interscambio, è stata costruita solo nel 2015.
La fermata di Busa di Vigonza venne attivata con l'entrata in vigore del nuovo orario 2015/2016 alla mezzanotte del 13 dicembre 2015. Contemporaneamente fu soppressa la fermata di Ponte di Brenta.

## Movimento
La stazione è servita da treni regionali svolti da Trenitalia nell'ambito del contratto di servizio stipulato con le regioni interessate.